# Star (revistă)
Star este o revistă de scandal din România, condusă de Cornelia Ionescu.